# Typhlitis
Als Typhlitis (von griechisch τυφλός typhlós „blind“) oder Blinddarmentzündung wird die Entzündung des Blinddarms und aufsteigenden Colons (des ersten Drittels des Dickdarms) sowie mitunter auch des terminalen Ileums bezeichnet. Synonym werden die Bezeichnungen Neutropenische Kolitis, Ileozökalsyndrom, Zökitis und Nekrotisierende Enteropathie verwendet. Die Erkrankung ist abzugrenzen von der Entzündung des Wurmfortsatzes, der Appendizitis (umgangssprachlich „Blinddarmentzündung“), und trotz Namensverwandtschaft auch vom perityphlitischen Abszess, der im Rahmen einer Appendizitis entstehen kann.
Es handelt sich um einen entzündlichen und bisweilen nekrotisierenden Prozess der beteiligten Darmabschnitte, der insbesondere im Rahmen einer Neutropenie nach Chemotherapie einer malignen Erkrankung entsteht.
Zuerst wurde die Typhlitis bei Kindern mit Leukämie unter Chemotherapie beschrieben. Klinisch stehen, abgesehen von den genannten Bedingungen, Fieber und Druckschmerz im rechten Unterbauch im Vordergrund. Das Krankheitsbild ist bei Kindern (im Rahmen einer AML oder ALL) häufiger als bei Erwachsenen zu finden. Bildgebend zeigt sich eine ödematöse Verbreiterung der Darmwand, die computertomografisch eine Verdichtung der Schleimhaut aufweist. Im Kolonkontrasteinlauf zeigt sich ein mit einer Verengung einhergehender Prozess auf Höhe des Coecums. Unter Umständen tritt eine Pneumatosis intestinalis auf.
Bei Hühnervögeln kann Typhlitis auch durch Befall von Würmern (Heterakis gallinarum) verursacht werden.